# Piotr Juchacz
Piotr Władysław Juchacz (ur. 1967) – polski filozof, dr hab. nauk humanistycznych, profesor nadzwyczajny Wydziału Filozoficznego Uniwersytetu im. Adama Mickiewicza w Poznaniu.

## Życiorys
W 1991 ukończył studia filozoficzne na Uniwersytecie im. Adama Mickiewicza, 25 października 1999 obronił pracę doktorską Obywatel a polis. Wprowadzenie do filozofii politycznej Sokratesa, 8 lutego 2016 habilitował się na podstawie pracy zatytułowanej Deliberatywna filozofia publiczna. Analiza instytucji wysłuchania publicznego w Sejmie Rzeczpospolitej Polskiej z perspektywy systemowego podejścia do demokracji deliberatywnej. Został zatrudniony na stanowisku adiunkta w Instytucie Filozofii na Wydziale Nauk Społecznych Uniwersytetu im. Adama Mickiewicza oraz w Centrum Studiów nad Polityką Publiczną na Uniwersytecie im. Adama Mickiewicza w Poznaniu.
Piastuje funkcję profesora nadzwyczajnego na Wydziale Filozoficznym Uniwersytetu im. Adama Mickiewicza w Poznaniu.
Dyrektor Centrum Transdyscyplinarnych Badań nad Sędziami Społecznymi i Sądami – DIKASTAI.